# Alexander Lubotzky
Alexander Lubotzky (em hebraico:  אלכסנדר לובוצקי; Ramat Gan, 28 de junho de 1956) é um matemático israelense, que trabalha com teoria de grupos e combinatória.

## Vida
Lubotzky estudou na Universidade Bar-Ilan em Ramat Gan, onde obteve em 1985 o bacharelado e em 1979 um doutorado, orientado por Hillel Fürstenberg, com a tese Pro-finite groups and the congruence subgroup problem. Foi depois instrutor e a partir de 1979 lecturer na Universidade Bar-Ilan. A partir de 1982 foi Senior Lecturer na Universidade Hebraica de Jerusalém, desde 1985 professor associado e desde 1989 professor (Maurice und Clara Weil Professur).
Recebeu o Prêmio Erdős de 1990 e o Prêmio Rothschild de 2002. É membro da Academia de Artes e Ciências dos Estados Unidos. Foi palestrante convidado do Congresso Internacional de Matemáticos em Zurique (1994: Subgroup Growth). Para 2018 será palestrante plenário do Congresso Internacional de Matemáticos no Rio de Janeiro.
Em 2018, Lubotzky recebeu o Prêmio Israel, de matemática.
Em 2021, Lubotzky recebeu a bolsa avançada do European Research Council (ERC) para líderes de pesquisa estabelecidos excepcionais, tornando-se o único pesquisador que recebeu a bolsa avançada três vezes.

## Vida pessoal
Lubotzky casou-se com Yardenna (filha de Murray Roston), professora de História da Arte e Inglês, em 1980. O casal teve seis filhos; o mais velho, Asael Lubotzky, foi gravemente ferido na Batalha de Bint Jbeil no Líbano, enquanto servia como oficial nas FDI na guerra do Líbano de 2006 e depois de sua reabilitação tornou-se médico.

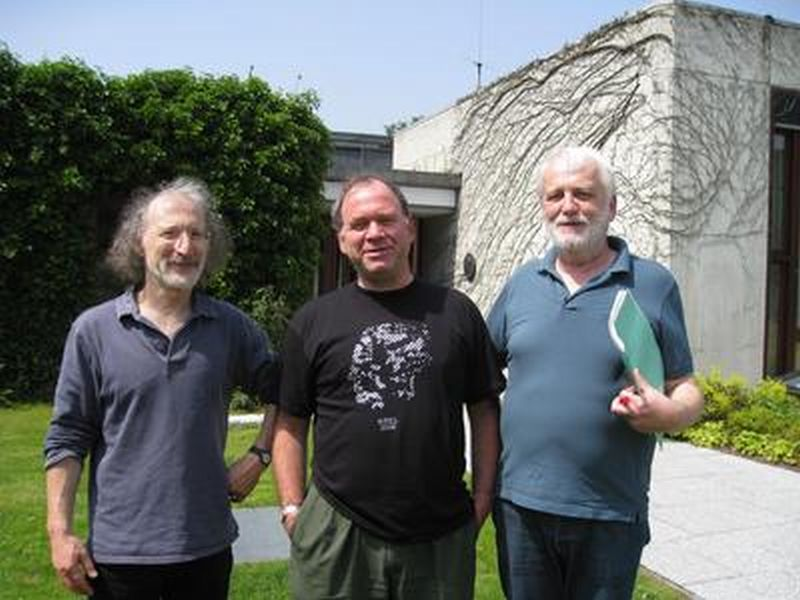
Alex Lubotzky (centro) com Dan Segal (esquerda) e Fritz Grunewald, Oberwolfach 2008

## Publicações
- com A. Magid: Varieties of Representations of Finitely Generated Groups. American Mathematical Society 1985.
- Discrete Groups, Expanding Graphs and Invariant Measures. Birkhäuser, Progress in Mathematics 1994 (recebeu o Prêmio Ferran Sunyer i Balaguer).
- com Dan Segal: Subgroup Growth. Birkhäuser, Progress in Mathematics, 2003 (recebeu também o Prêmio Ferran Sunyer i Balaguer).
- com Hyman Bass: Tree lattices. Birkhäuser, Progress in Mathematics, 2000.
- Group presentation, p-adic analytic groups and lattices in {\displaystyle SL_{2}(\mathbb {C} )}. Ann. of Math. (2) 118 (1983), no. 1, 115–130.
- com Birman, McCarthy: Abelian and solvable subgroups of the mapping class groups. Duke Math. J. 50 (1983), no. 4, 1107–1120.
- Subgroup growth and congruence subgroups. Invent. Math. 119 (1995), no. 2, 267–295.
- Eigenvalues of the Laplacian, the first Betti number and the congruence subgroup problem. Ann. of Math. (2) 144 (1996), no. 2, 441–452.
- com Mozes, Raghunathan: The word and Riemannian metrics on lattices of semisimple groups. Inst. Hautes Études Sci. Publ. Math. No. 91 (2000), 5–53 (2001).
- com Farb, Minsky: Rank-1 phenomena for mapping class groups. Duke Math. J. 106 (2001), no. 3, 581–597.
- com Pak: The product replacement algorithm and Kazhdan’s property (T). J. Amer. Math. Soc. 14 (2001), no. 2, 347–363
- com Kassabov, Nikolov: Finite simple groups as expanders. Proc. Natl. Acad. Sci. USA 103 (2006), no. 16, 6116–6119
- com Larsen: Representation growth of linear groups. J. Eur. Math. Soc. (JEMS) 10 (2008), no. 2, 351–390.
- com Belolipetsky, Gelander, Shalev: Counting arithmetic lattices and surfaces. Ann. of Math. (2) 172 (2010), no. 3, 2197–2221.